# Saint-Benin-des-Bois
Saint-Benin-des-Bois är en kommun i departementet Nièvre i regionen Bourgogne-Franche-Comté i de centrala delarna av Frankrike. Kommunen ligger i kantonen Saint-Saulge som tillhör arrondissementet Nevers. År 2022 hade Saint-Benin-des-Bois 193 invånare.

## Befolkningsutveckling
Antalet invånare i kommunen Saint-Benin-des-Bois
| Referens: INSEE |